# Nyugati erdeibagoly
A nyugati erdeibagoly vagy északi foltosbagoly (Ciccaba occidentalis) a madarak (Aves) osztályának a bagolyalakúak (Strigiformes) rendjéhez, ezen belül a bagolyfélék (Strigidae) családjához tartozó faj.
A fajt 1860-ban egy magyar emigráns, Xántus János Amerikában elterjedt nevén John Xantus de Vesey írta le először. A tudományos neve, az „occidentalis” nyugati származására utal. Az erdők kivágása miatt megritkult, az újra telepített az erdőkben pedig inkább az agresszívebb szalagos bagoly telepedett meg.

## Rendszertani helyzete
Besorolása vitatott, egyes népszerű rendszerekben a Strix nemben szerepel Strix occidentalis néven.

## Előfordulása
Kanadában, az Amerikai Egyesült Államokban és Mexikó területén honos. Erdők lakója.

## Alfajai
- Ciccaba occidentalis occidentalis (Xantus de Vesey, 1860)
- Ciccaba occidentalis caurina (Merriam, 1898)
- Ciccaba occidentalis juanaphillipsae Dickerman, 1997
- Ciccaba occidentalis lucida (Nelson, 1903)

## Megjelenése, felépítése
Testhossza 43 centiméter, szárnyfesztávolsága 115 centiméter, testtömege pedig 600 gramm.